# Ismaël Kip
Ismaël Kip (* 6. Mai 1987 in Zwolle) ist ein ehemaliger niederländischer Radrennfahrer.
Ismaël Kip wurde 2004 in Alkmaar niederländischer Bahnradmeister in der Einerverfolgung der Junioren. Außerdem wurde er Zweiter im Scratch. 2006 belegte er in der U23-Klasse den zweiten Platz in der Einerverfolgung. 2008 gewann er auf der Bahn zusammen mit dem Schweizer Kilian Moser den UIV Cup in Rotterdam. Beim Bahnrad-Weltcup in Manchester belegte er in der Mannschaftsverfolgung den dritten Platz. Ende 2009 beendete er seine aktive Radsport-Karriere.
2006 und 2007 fuhr Kip auf der Straße für das Krolstone Continental Team. In der Saison 2007 gewann er die ZLM Tour, ein Rennen des nationalen Kalenders. 

## Erfolge
2004
- Niederländischer Meister – Einerverfolgung (Junioren)

2008
- UIV Cup Rotterdam (mit Kilian Moser)

2009
- UIV Cup Rotterdam (mit Roy Pieters)

## Teams
- 2006 Krolstone Continental Team
- 2007 Krolstone Continental Team